# Liste der Monuments historiques in Voilemont
Die Liste der Monuments historiques in Voilemont führt die Monuments historiques in der französischen Gemeinde Voilemont auf.

## Liste der Objekte
| Bezeichnung                           | Beschreibung                                      | Standort                    | Kennzeichnung | Schutzstatus | Datum | Bild |
| ------------------------------------- | ------------------------------------------------- | --------------------------- | ------------- | ------------ | ----- | ---- |
| Monstranz                             | Kupfer, versilbert und vergoldet, 19. Jahrhundert | in der Kirche St-Vit (Lage) | PM51002218    | Inscrit      | 1974  |      |
| Grabstein des Barons von Haussonville | Stein, bezeichnet 1624                            | in der Kirche St-Vit (Lage) | PM51003265    | Inscrit      | 1989  |      |
| Kruzifix                              | Holz, farbig gefasst, 16. Jahrhundert             | in der Kirche St-Vit (Lage) | PM51002220    | Inscrit      | 1974  |      |
| Skulptur Madonna mit Kind             | Holz, farbig gefasst, 16. Jahrhundert             | in der Kirche St-Vit (Lage) | PM51002219    | Inscrit      | 1974  |      |
| Grabstein für Anne de Marcossey       | Stein, bezeichnet 1634                            | in der Kirche St-Vit (Lage) | PM51003266    | Inscrit      | 1989  |      |